# Ferme éolienne de Peetz
La ferme éolienne du plateau de Peetz, est un parc éolien d'une puissance de 400 MW dans le nord-est du Colorado, qui appartient à NextEra Energy Resources. La ferme éolienne de Peetz est capable de générer suffisamment d'électricité pour alimenter près de 120 000 foyers grâce à ses 347 éoliennes. Le parc éolien emploie environ 28 personnes à temps plein.